# 马伊赖讷瓦尔
马伊赖讷瓦尔（法語：Mailly-Raineval）是法国皮卡第大区索姆省的一个市镇，属于蒙迪迪耶区努瓦河畔阿伊县。该市镇2009年时的人口为299人。

## 人口
马伊赖讷瓦尔人口变化图示
| 数据来源：INSEE |